# Gungorna och karusellen
Gungorna och karusellen är en kuplett från 1948 med text av Karl Gerhard och Dix Dennie, till en melodi av Herbert Steen. En återkommande fras är "tjänar in på gungorna vad man förlorat på karusellen". Karl Gerhard framförde kupletten för första gången utklädd till clown i en revy 1948.
Det språkliga uttrycket Ta igen på gungorna vad man förlorat på karusellen kommer från Gerhards sångtext och syftar på att i en affärsuppgörelse ta igen för en annan, dålig affär, så att man i slutänden ändå går med vinst. Uttrycket används även överfört, på andra områden än affärer och ekonomi. Gerhard tog frasen från engelskan, där den finns belagd sedan 1910 då P.G. Wodehouse använder den i Psmith in the City, kapitel 26: "What you lose on the swings, you make up on the roundabouts"